# Ali as-Said
Ali Abu al-Hassan as-Said (arab. أبو الحسن المعتضد بالله السعيد بن المأمون = Abū al-Ḥasan al-Muʿtaḍid bi-llah as-Saʿīd ibn al-Māʿmūn, zm. 1248) – kalif Maroka z dynastii Almohadów, syn kalifa Idrisa I al-Mamuna. 

## Życiorys
Objął władzę w 1242 roku jako następca swojego brata Abd al-Wahida II. Próbował ocalić słabnącą potęgę Almohadów, zawierając krótkotrwały sojusz z wrogimi Marynidami w walce przeciw Abdalwadydom. Wkrótce jednak Marynidzi znów zwrócili się przeciw Almohadom, a po zajęciu Meknesu w 1245 roku i Fezu w 1248 roku ich szejk Abu Jahja Abu Bakr obwołał się sułtanem Maroka. Dynastia Almohadów wegetowała jeszcze w południowej części kraju pod przywództwem dwóch kolejnych następców Alego as-Saida – Umara al-Murtady i Idrisa II – aż do zajęcia Marrakeszu przez marynidzkiego sułtana Abu Jusufa Jakuba w 1269 roku.